# Подгородецкие
Подгородецкие — древний дворянский род, носители герба Сас.
Род Подгородецких внесён в родословные книги Волынской, Киевской и Подольской губерний.
Этот шляхетский род выводится от графов Грифичев, которые в конце I тысячелетия владели землями в междуречье Олби и Лаби. В X—XII вв. Земли Грифичев прибывают под постоянным натиском Саксов и Датчан, поэтому большое число людей уходило на юг и оседало на других землях. Существует версия, что такая группа переселенцев принимала участие в одном из первых Крестовых походов. Во время возвращения из похода, по просьбе Венгерской короны этот отряд оседает в самом центре Европы, Мармоше. Так до недавних времен называлась часть земель прилегающих к Карпатам. Тут на раздольных землях долин рек Тисы, Боржавы и Сирету проживало древнее племя Бродников. Вновь прибывшие рыцари быстро осваиваются на новых землях, тут они становятся известны как Драг-Сасы. Символом Драг-Сасов был знак стрелы в полете. Так начинается история Украинской ветви рода. Когда же в 1222 г. Венгерский король Андраш II дает землю на западе от поселений Драг-Сасов Тевтонскому ордену (Пресвятой Девы Марии), первые обращают свое внимание на восток, в сторону Галицко-Волынской державы, которая вела экспансивную политику в западном и восточном направлениях. В 1236 г. совершается знаковый переход Марморошского воеводы Гуйда на службу Даниила Галицкого. Хоругва вновь прибывшего отряда несла родовой знак воеводы — стрелу в полете, положенную на синее поле щита, с золотыми полумесяцем и звездами на его рожках.